# Karl von Fritsch
Karl von Fritsch (Weimar, 1838 – Merseburg, 1906) è stato un geologo e paleontologo tedesco.
Formatosi all’Accademia Forestale di Eisenach e, in seguito, all’Università di Göttingen, dove studiò geologia, ottenne l’abilitazione alcuni anni dopo presso l’Università di Zurigo. Nel 1873 fu nominato professore all’Università di Halle, dove si occupò soprattutto di paleobotanica e dello studio geologico della Sassonia. Nel 1877 divenne membro dell’Accademia Leopoldina, e in seguito fu anche eletto presidente di questa società (a partire dal 1895).